# Tipula fazi
Tipula fazi är en tvåvingeart som beskrevs av Alexander 1928. Tipula fazi ingår i släktet Tipula och familjen storharkrankar. Inga underarter finns listade i Catalogue of Life.